# Durin (Latakia)
Durin – wieś w Syrii, w muhafazie muhafazie Latakia. W 2004 roku liczyła 952 mieszkańców.